# Черноземен
Чернозе́мен (болг. Черноземен) — село в Пловдивській області Болгарії. Входить до складу общини Калояново.

## Населення
За даними перепису населення 2011 року у селі проживали 404 особи.
Національний склад населення села:
| Національність   | Кількість осіб | Відсоток |
| ---------------- | -------------- | -------- |
| болгари          | 394            | 97,8%    |
| цигани           | 6              | 1,5%     |
| турки            | 3              | 0,7%     |
| інша             | 0              | 0%       |
| не визначились   | 0              | 0%       |
| Всього відповіли | 403            |          |

Розподіл населення за віком у 2011 році:
Динаміка населення: